# Dulacia redmondii
Dulacia redmondii är en tvåhjärtbladig växtart som beskrevs av J.A. Steyermark. Dulacia redmondii ingår i släktet Dulacia och familjen Olacaceae. Inga underarter finns listade i Catalogue of Life.